# Enquête dans le brouillard
A Great Deliverance

Localisation du Yorkshire du Nord.

Enquête dans le brouillard (titre original : A Great Deliverance) est un roman policier d'Elizabeth George paru en 1988 aux États-Unis puis en France aux Presses de la Cité en 1990 (nouvelle publication chez Pocket n°4056).
Dans l'ordre chronologique du récit (mais pas de publication), il est le deuxième roman de la série Inspecteur Lynley qui compte 22 romans en 2025.
En France, la romancière a reçu le grand prix de littérature policière (section « Roman étranger ») en 1990 pour cet ouvrage. Le roman a aussi été lauréat du prix Agatha 1988 du meilleur premier roman et du prix Anthony 1989 du meilleur premier roman.
Le récit évoque l'enquête faite par deux policiers de Scotland Yard dans une petite commune du Nord-Yorkshire, où un propriétaire foncier a été décapité à coups de hache. La meurtrière présumée serait la propre fille du défunt, puisqu'elle a été retrouvée près du corps et qu'elle a avoué le meurtre. Un doute subsiste néanmoins quant à sa culpabilité compte tenu des circonstances des faits.

## Personnages

### Le défunt
- William Teys : propriétaire du domaine Gembler Farm, tué à coups de hache

### La suspecte
- Roberta (« Bobba », « Bobby ») Teys : second enfant de William et Tessa, soupçonnée du meurtre de son père

### Les policiers
- Thomas Lynley : inspecteur à Scotland Yard, désigné pour enquêter sur la mort de William Teys
- Barbara Havers : sergent à Scotland Yard, désignée pour enquêter sur la mort de William Teys
- Inspecteur Nies : policier, chargé de la première enquête
- Malcolm Webberly : commissaire de police, supérieur de Nies, Lynley et Havers
- David Hillier : directeur de la section criminelle de Scotland Yard, adjoint du préfet de police de Londres

### La famille de la victime
- Tessa Teys : ancienne épouse du défunt, supposée morte
- Gillian Teys (« Gilly ») : premier enfant de William et Tessa (elle s'est enfuie de la maison)
- Olivia Odell : fiancée de William Teys, veuve de Paul Odell
- Bridie Odell : 9 ans, fille d'Olivia Odell et de Paul Odell
- Stepha Odell : tenancière d'un bar à Keldale, sœur de feu Paul Odell, belle-sœur d'Olivia Odell et tante de Bridie
- Richard Gibson : neveu de William Teys, cousin de Gillian et de Roberta
- Madeline Gibson : épouse de Richard Gibson

### Autres personnages importants
- Père Hart : prêtre catholique de Keldale
- Ezra Farmington : peintre résidant à Keldale
- Nigel Parrish : organiste à l'église de Keldale
- Gabriel Langston : constable de Keldale
- Harry Houseman : détective privé à York, mandaté par William Teys avant son décès
- Russell Mowrey : second époux de Tessa Teys
- Jonah Clarence : époux de Gillian Teys
- Marsha Fitzalan : ancienne institutrice de Gillian Teys
- Danny Burston-Thomas et Angelina Burston-Thomas : gérants d'une maison d'hôtes
- Hank et Jojo (« Coco ») Watson : clients dans la maison d'hôtes tenue par les Burston-Thomas
- Docteur Samuels : psychiatre chargé du suivi de Roberta Teys

### Entourage de Lynley et de Havers
- Simon Saint James : ami de Thomas Lynley
- Deborah Saint James : épouse de Simon Saint James
- Lady Helen Clyde : collègue de travail et maîtresse de l'inspecteur Lynley
- Le père et la mère de Barbara Havers

### Animaux
- Moustache : chien de Roberta Teys, mort la gorge tranchée
- Dougal McDuck : canard colvert de Bridie Odell

## Résumé
Le récit est présenté en 16 chapitres.

### Mise en place de l’intrigue
Chapitres 1 à 4.
Alors que l'agglomération londonienne est en proie aux meurtres d'un tueur en série appelé « l'Éventreur », Webberly, commissaire de police à Scotland Yard, désigne deux de ses agents pour enquêter sur un meurtre mystérieux survenu dans le Yorkshire du Nord. Le meurtre a eu lieu trois semaines auparavant et l'enquête avait été confiée dès le début à l'inspecteur Nies, qui très rapidement avait conclu à la culpabilité de la fille (Roberta Teys, 19 ans) de la victime (William Teys). On avait trouvé la jeune fille près de son père décapité et elle avait avoué le meurtre. Toutefois un prêtre (père Hart) de la commune est venu à Londres pour confier ses doutes sur la culpabilité de Roberta et a sollicité une seconde enquête plus approfondie.
Les deux policiers désignés sont :
- l'inspecteur Thomas Lynley, la trentaine, huitième comte d'Asherton, ancien élève d’Eton, séduisant et élégant ;
- le sergent Barbara Havers, la trentaine, assez laide, mal habillée, plutôt grosse, ayant peu de chance dans sa vie privée, subissant une mère qui perd la tête et un père malade, qui n'ont plus le goût de vivre depuis la mort de leur fils quatre ans auparavant. Barbara jongle entre culpabilité envers ses parents et conscience professionnelle. Elle éprouve une profonde aversion (façon « lutte des classes ») à l'égard de Thomas Lynley.

L'enquête des deux policiers commence à Keldale, un bourg du Yorkshire du Nord où l'on a trouvé trois semaines auparavant le corps décapité de William Teys, propriétaire foncier qui était sur le point de se remarier. Tout semblait indiquer que Roberta avait tué son père à coups de hache avant d'entrer en psychose et en catatonie. Ceci est corroboré par les aveux de la jeune fille, disant qu'elle « ne regrettait rien ». Néanmoins les gens du bourg ne croient pas à cette auto-accusation : le chien de la famille, Moustache, a été égorgé en même temps que William Teys était décapité, et jamais Roberta n'aurait tué son chien qu'elle aimait tendrement. De plus elle avait de très bonnes relations avec son père et n'avait aucune raison de le tuer à quelques semaines de son remariage (qu’elle approuvait d'ailleurs). La hache ayant servi au crime ne comporte aucune empreinte digitale et la scène de crime laisse supposer que la jeune fille n'est pas la coupable. Enfin la mort par décapitation semble, par sa violence, plutôt relever d'un geste commis par un homme que une femme.

### L'enquête
Chapitres 5 à 14.
Au moment de sa mort, William Teys s'apprêtait à se remarier avec Olivia Odell. On ne lui connaissait pas d'ennemis. Il était connu pour être un homme ayant embrassé la foi catholique et être très pieu, allant à l'église tous les jours.
Lynley et Havers rencontrent les personnes qui pourraient les aider dans leur enquête : 
- Stepha (la belle-sœur d'Olivia Odell et tenancière d'un bar) ;
- Olivia Odell (la fiancée du défunt) et Bridie (sa fille de 9 ans) ;
- le peintre Ezra Farmington ;
- l'organiste Nigel Parrish ;
- Richard Gibson (cousin de Roberta et cohéritier avec elle des biens mobiliers et immobiliers du défunt).

Le peintre et l'organiste se vouent une haine féroce, apparemment pour des peccadilles (on apprendra en fin de roman la raison de cette haine).
William Teys avait jadis été marié avec Tessa, mère de Gillian, et Tessa avait quitté la famille et la région dix-huit ans auparavant, quand le second enfant du couple, Roberta, était âgée d'un an. 
L'enquête prend une nouvelle tournure quand les policiers découvrent, grâce à un détective qui avait été mandaté par William Teys à cet effet, que Tessa Teys n'est pas morte et que depuis 18 ans elle réside à York. Elle s'est remariée (sans avoir divorcée, si bien qu'elle est bigame) et a eu deux autres enfants de son époux Russell Mowrey. Or celui-ci a disparu, et cette « disparition » de Russell date du jour de la mort de William Teys trois semaines auparavant. Serait-ce lui le meurtrier ? Interrogée, Tessa affirme qu'elle ne sait rien sur la mort de William Teys et est stressée par la disparation inattendue de Russell.
Juste après le meurtre, Roberta a été placée en hôpital psychiatrique à la demande de son cousin et cohéritier, Richard Gibson. Auditionnée par Lynley et Havers, elle reste totalement mutique (elle est d'ailleurs mutique depuis la mort de son père, trois semaines auparavant). La mort de William Teys et l'internement de Roberta profitant objectivement à Richard Gibson, se pourrait-il qu'il soit le meurtrier ?
Un fait apparemment secondaire laisse Lynley songeur : trois ou quatre ans auparavant, un bébé a été abandonné à la porte de l'église. Le bébé était mort de froid. Ceci a-t-il un lien avec le meurtre de Teys ? Lynley a une discussion sur ce sujet avec le père Hart. Par ailleurs Lynley apprend que Moustache, le chien tendrement aimé par Roberta, avec ingéré des barbituriques avant qu'on ne l'égorge. Il faut donc que le tueur ait eu un lien étroit avec la famille Teys. Lynley est persuadé que Roberta, ou à défaut sa sœur Gillian, connaît l'identité du meurtrier : c'est quelqu'un de proche qui a commis le meurtre.
L'enquête arrivant dans une impasse, Lynley estime qu'il faut absolument retrouver Gillian, la fille aînée du couple Teys. La jeune femme pourrait être la clef de l’affaire.
Au fil de l'enquête, le sergent Barbara Havers éprouve à la fois une aversion à l'égard de l'inspecteur Thomas Lynley, tout en ayant néanmoins une profonde estime pour ses qualités d'enquêteur. Peu à peu on apprend l'origine de sa dépression, liée à la mort de son jeune frère quelques années auparavant. Pour sa part, l'inspecteur Lynley a lui-aussi des problèmes d'ordre psychologique. Quelques années auparavant, il était tombé amoureux de la belle Deborah mais avait renoncé à l'épouser en raison de son origine de classe sociale (lui est aristocrate tandis qu'elle est fille d'un majordome). Deborah vient de se marier avec le meilleur ami de Lynley, Simon Saint James. Or le couple a décidé de faire son voyage de noces… non loin de Keldale. Lynley et Havers sont amenés à rencontrer le couple lors de l’enquête. Lynley se retrouve face à celle qu'il aime secrètement et face à Simon, à la fois son meilleur ami et son rival en amour.
À la suite de la rencontre avec les Saint James, Barbara Havers a compris l'amour impossible de Lynley. Lors d'une prise de bec avec lui liée au fait qu’il a eu la nuit précédente une liaison sexuelle particulièrement torride et bruyante avec Stepha Odell (la tenancière de l'auberge locale), elle lui montre qu'elle connaît son point faible et l’origine de son mal-être. Il souhaite inconsciemment en fait, à travers les femmes, retrouver Deborah, et lors de la nuit passée, il a trouvé en Stepha Odell un substitut à Déborah (les deux femmes sont d'ailleurs rousses). Énervé par les remarques de Barbara, Lynley rétorque qu'il lui donne trois heures pour fouiller de fond en comble la propriété de William Teys et trouver un indice sur la localisation de Gillian Teys, faute de quoi il la renverra à Londres et la fera exclure de la brigade criminelle.
Quand il revient trois heures après, Barbara a relevé le défi : elle pense savoir où se trouve Gillian. Celle-ci avait diffusé une petite annonce dans Le Guardian, utilisant en cela le nom d'un personnage littéraire (Nell Graham), que Gillian et Roberta connaissaient. Lynley envoie Barbara Havers à Londres pour retrouver Gillian. À Londres, Barbara retrouve effectivement Gillian, qui a changé d'identité. Elle se fait appeler Nell et a épousé Jonah Clarence, un jeune pasteur anglican. En cela, elle a suivi la voie de sa mère : toutes deux, après avoir quitté Keldale, ont coupé les ponts avec le passé et se sont mariées. Quand Barbara se présente et évoque l'assassinat de William Teys ainsi que les soupçons dirigés à l'encontre de Roberta, elle subit une décompensation psychiatrique. Accompagnée d'Helen Clyde, Barbara revient à York avec Gillian et Jonah.
Une réunion est organisée dans l’hôpital psychiatrique dans lequel Roberta a été hospitalisée. Lynley espère que la  « confrontation » entre les deux sœurs à l'hôpital permettra de faire une percée décisive dans la résolution de l’énigme…

### Dénouement et révélations finales
Chapitres 15 et 16.
Loin d'être un gentleman farmer respectable, William Teys était un pédophile. Il s'était marié avec une jeune fille de 16 ans, Tessa, en raison de ces penchants pédophiles. Quand elle avait eu leur premier enfant (Gillian), il avait cessé de voir en elle une partenaire sexuelle et s'était focalisé sur Gillian. Après la naissance de leur second enfant (Roberta), Tessa s'était enfuie pour refaire sa vie avec un « homme normal ». L'enfance de Gillian avait été un long calvaire de souffrances : attouchements, viols vaginaux, sodomie. La jeune fille s'était enfuie pour échapper à son bourreau, en laissant un message à sa petite sœur Roberta pour quitter à son tour la maison et venir la rejoindre. Mais Roberta n'avait pas compris le message, si bien que William Teys avait continué avec elle ce qu'il faisait endurer à Gillian. Quand il avait envisagé d'épouser Olivia, Roberta avait compris qu'il allait bientôt s'en prendre à Bridie, l'enfant d'Olivia. Roberta avait alors endormi son vieux chien, avait appelé son père, et l'avait effectivement décapité avec une hache. Depuis le début, en faisant des aveux, elle avait dit la vérité.
Le père Hart savait depuis longtemps que William Teys était pédophile, ce dernier s'étant confessé auprès de lui à plusieurs reprises. Étant le premier à découvrir le meurtre de Roberta, le père Hart avait effacé les empreintes digitales de l’adolescente et modifié la scène de crime. Il s'était rendu à Scotland Yard pour que Roberta soit innocentée.
S'agissant de la haine entre le peintre Ezra Farmington et l'organiste Nigel Parrish, tous deux sont secrètement amoureux de la belle Stepha Odell. Celle-ci avait eu un enfant d'Ezra Farmington mais avait refusé de l'élever, préférant le confier à des parents adoptifs.
Quant à Russell Mowrey (époux de Tessa), dont la « disparition » était restée mystérieuse, Lynley découvre qu’elle n’a rien à voir avec la mort de William Teys : Russell a été la victime involontaire du tueur en série appelé « l'Éventreur » par la presse. À l'occasion d'une visite à sa famille à Londres, il avait été assassiné par le tueur à sa sortie du train et n'avait pas été identifié jusqu'alors.
Le roman se termine par Barbara Havers et Helen Clyde qui accompagnent Gillian en voiture. Leur destination est la maison de Tessa, mère de la jeune femme : quand elles s'aperçoivent, les deux femmes tombent dans les bras l’une de l’autre, en pleurs, tout à la joie de leurs retrouvailles.

## Autour du roman
- Dans le roman, les personnages font référence à l'œuvre de Shakespeare (notamment Périclès, prince de Tyr), à celle d'Emily Brontë (Les Hauts de Hurlevent) et à celle d'Anne Brontë (La Locataire de Wildfell Hall).
- Lady Helen Clyde, simple collègue de travail et maîtresse occasionnelle de l'inspecteur Lynley dans le roman, deviendra par la suite sa compagne régulière puis son épouse, avant d'être assassinée dans le 13e roman de la série, Sans l'ombre d'un témoin.
- Lynley se rendra de nouveau pour une enquête criminelle dans le nord de l'Angleterre en plein automne : La Ronde des mensonges.

## Distinctions
- Prix Agatha 1988 du meilleur premier roman[2]
- Prix Anthony 1989 du meilleur premier roman[3]
- Grand prix de littérature policière (section « Roman étranger ») 1990